# Solaneae
Solaneae biljni tribus iz porodice krumpirovki ili pomoćnica, dio je potporodice Solanoideae. 
Pripadaju mu dva roda. Ime tribusa dolazi po rodu Solanum među kojima je najpoznatiji predstavnik krumpir.

## Rodovi
1. Jaltomata Schltdl. (74 spp.)
2. Solanum L. (1225 spp.)